# Greater Sun Center
Greater Sun Center és una concentració de població designada pel cens dels Estats Units a l'estat de Florida. Segons el cens del 2000 tenia 16.321 habitants.

## Demografia
Segons el cens del 2000, Greater Sun Center tenia 16.321 habitants, 9.149 habitatges, i 5.434 famílies. La densitat de població era de 502,9 habitants/km².
Dels 9.149 habitatges en un 0,3% hi vivien nens de menys de 18 anys, en un 57,1% hi vivien parelles casades, en un 1,9% dones solteres, i en un 40,6% no eren unitats familiars. En el 38,1% dels habitatges hi vivien persones soles el 34,7% de les quals corresponia a persones de 65 anys o més que vivien soles. El nombre mitjà de persones vivint en cada habitatge era d'1,65 i el nombre mitjà de persones que vivien en cada família era de 2,05.
Per edats la població es repartia de la següent manera: un 0,4% tenia menys de 18 anys, un 0,2% entre 18 i 24, un 1,3% entre 25 i 44, un 15,1% de 45 a 60 i un 83% 65 anys o més.
L'edat mediana era de 75 anys. Per cada 100 dones de 18 o més anys hi havia 74,2 homes.
La renda mediana per habitatge era de 38.101 $ i la renda mediana per família de 47.570 $. Els homes tenien una renda mediana de 36.786 $ mentre que les dones 27.963 $. La renda per capita de la població era de 28.222 $. Entorn del 2,2% de les famílies i el 4,6% de la població estaven per davall del llindar de pobresa.

## Poblacions més properes
El següent diagrama mostra les poblacions més properes.